# Now It Can Be Told
Now It Can Be Told ist ein Lied aus dem Soundtrack des Films Alexander’s Ragtime Band aus dem Jahr 1938. Komponiert und getextet wurde der Song von Irving Berlin. Gesungen wird er im Film von Alice Faye, die neben Tyrone Power auch die Hauptrolle spielte, sowie von Don Ameche, der im Film ebenfalls eine wichtige Rolle innehatte. Erzählt wird davon, dass alle Liebenden dieser Welt verherrlicht würden (zumindest in Büchern) und die Geschichte ihnen eine romantische Ecke zuweise, dass das reale Leben jedoch meist andere Geschichten schreibe. Der Song beginnt mit der Zeile: Nun kann ich es dir ja sagen („Now It Can Be Told“).
Im Jahr 1939 war Now It Can Be Told in der Kategorie „Bester Song“ für einen Oscar nominiert. Die Auszeichnung ging jedoch an Ralph Rainger und Leo Robin für ihr Lied Thanks for the Memory aus der Filmkomödie The Big Broadcast of 1938. Die Filmbiografie Alexander’s Ragtime Band, die sich lose an das Leben von Irving Berlin anlehnt, war in sechs Kategorien nominiert („Bester Song“, „Bester Film“, „Beste Originalgeschichte“, „Beste Ausstattung“, „Bester Schnitt“, „Beste Filmmusik“) Der Oscar für die „Beste Filmmusik“ ging an Alfred Newman für seine Musik in Alexander’s Ragtime Band.

## Coverversionen
Coverversionen existieren unter anderem von Tommy Dorsey, aufgezeichnet am 12. Mai 1938, Ella Fitzgerald, aufgenommen am 17. März 1958 (mit dem Paul Weston Orchestra), dem Ray Noble Orchestra & Tony Martin, veröffentlicht 1938 bei Brunswick 8433, von Lew Stone and his Band vom 26. September 1938 (bei DECCA), von Hildegarde mit Clive Richardson and Rene Pougnet vom 13. Juli 1938 (bei Columbia), von Mildred Bailey & her Orchestra (Vocalion Records 78-4282-1938), von Al Bowlly & Lew Stone von 1938 und von Teddy Wilson Shep Fields nahm den Song mit seinem Jazzorchester und dem Akkordeonisten John Serry senior für Bluebird Records am 2. Mai 1938 (# B-7592) auf.
Now It Can Be Told war 1938 in der Version von Tommy Dorsey 15 Wochen auf Platz 2 der US-Billboard Charts. Tommy Dorsey nahm im Jahr 1938 unter den Top-Sängern des Jahres Platz 2 ein.
Bei den 100 Top Songs des Jahres 1938 steht Now It Can Be Told mit 130 Punkten (von möglichen 200) auf Platz 26.
Der Jazz-Diskograph Tom Lord listet 15 Coverversionen des Titels im Bereich des Jazz, außer den Genannten u. a. von Sammy Williams and His Three Naturals (mit Cozy Cole und Chick Bullock), Bunny Berigan, Frankie Trumbauer, Red Norvo, Teddy Wilson, Joe Bushkin, Harry Arnold, Sarah Vaughan, Ella Fitzgerald, Ralph Sharon und Ed Schuller.